# Roland Orzabal
Roland Jaime Orzabal de la Quintana (ur. 22 sierpnia 1961 w Portsmouth, Wielka Brytania) – brytyjski piosenkarz hiszpańsko-argentyńskiego pochodzenia, założyciel i lider grupy Tears for Fears.

## Życiorys
Dzieciństwo spędził w Havant, później rodzina przeniosła się do Bath, gdzie Roland uczęszczał do Culverhay School i był członkiem Zenith Youth Theatre Company. Zaczął pisać piosenki w wieku 7 lat. Jako nastolatek poznał w Bath Curta Smitha. Pod koniec lat 70. zafascynowani kulturą mods wraz z trzema innymi muzykami założyli grupę muzyczną Graduate. Po wydaniu debiutanckiego albumu Acting My Age grupa rozpadła się. Orzabal i Smith na krótko dołączyli do Neon, a następnie, inspirowani dziełami amerykańskiego psychologa Arthura Janova założyli grupę Tears for Fears, grającą muzykę nowofalową z elementami synth popu. Orzabal został wokalistą, gitarzystą i głównym autorem piosenek zespołu.
W 2001 roku wydał swój solowy album, Tomcats Screaming Outside.
Jako autor tekstów Orzabal jest trzykrotnym zdobywcą nagrody Ivor Novello Awards.

## Inna twórczość
Orzabal i Smith odegrali znaczącą rolę w karierze piosenkarki Olety Adams, którą zaprosili do współpracy przy albumie The Seeds of Love. Orzabal był następnie współproducentem albumu Adams Circle of One (1990), który osiągnął pierwsze miejsce na listach w Wielkiej Brytanii i 20. w Stanach Zjednoczonych.
W 1999 Orzabal wraz z muzykiem Tears for Fears Alanem Griffithsem był współproducentem albumu Love in the Time of Science islandzkiej piosenkarki i autorki tekstów Emiliany Torrini. Muzycy napisali również dwa utwory na jej album.
Orzabal napisał piosenkę „Mad World”, nagraną przez Michaela Andrewsa i Gary’ego Julesa na ścieżkę dźwiękową filmu Donnie Darko w 2001. Wydana na singlu w 2003 stała się świątecznym singlem numer 1 w Wielkiej Brytanii i najlepiej sprzedającym się singlem roku.
Orzabal napisał powieść, komedię romantyczną Sex, Drugs & Opera, wydaną w 2014, zainspirowaną doświadczeniami osobistymi autora.

### Życie prywatne
W 1982 poślubił Caroline Johnston, swą nastoletnią miłość. Caroline zaśpiewała wokal w piosence Tears for Fears „Suffer the Children” z debiutanckiego albumu The Hurting. Roland i Caroline Orzabal mieli dwóch synów. Caroline Orzabal zmarła w lipcu 2017 w wieku 62 lat w wyniku depresji po menopauzie, która doprowadziła do alkoholizmu i w konsekwencji marskości wątroby.
W kwietniu 2022 Orzabal poślubił fotografkę i pisarkę Emily Rath.
Orzabal ma dom w Hollywood Hills, 3 mile od kolegi z zespołu, Curta Smitha oraz drugi dom w Anglii.